# Rainer Werner Fassbinder (dokumentarfilm)
Rainer Werner Fassbinder er en dansk portrætfilm fra 1975 instrueret af Christian Braad Thomsen.

## Medvirkende
- Rainer Werner Fassbinder